# Irish coffee
Pour les articles homonymes, voir Irish coffee (homonymie).
Un Irish coffee ou café irlandais (en français) est un cocktail traditionnel de la cuisine irlandaise, à base de café chaud, de sucre roux, de whiskey (Irish whiskey) et de crème.

## Histoire
Différentes variantes de cocktails à base de café ont précédé d'au moins 100 ans l'Irish Coffee, aujourd'hui classique.
Dès le milieu du XIXe siècle, le Pharisäer et le Fiaker étaient servis dans les cafés viennois ; il s'agissait dans les deux cas de cocktails à base de café servis dans un verre et garnis de crème fouettée. Le premier était également connu dans le nord de l'Allemagne et au Danemark à la même époque. Vers 1900, la carte des cocktails de café des cafés viennois comprenait également le Kaisermelange, le Maria Theresia, le Biedermeier-Kaffee et une poignée d'autres variations sur le thème.
Cette boisson est créée vers 1943, pendant la Seconde Guerre mondiale, par Joseph Sheridan, patron du pub-restaurant O'Regan de l'ancien hydroaéroport de Foynes en Irlande (voisin de l'actuel aéroport de Shannon). C'est l'endroit d'où partaient et arrivaient de 1939 à 1945 les premiers vols transatlantiques Irlando-Américains d'Amérique du Nord de la Pan American, avec des hydravions de ligne de type Sikorsky S-42 ou Boeing 314,.

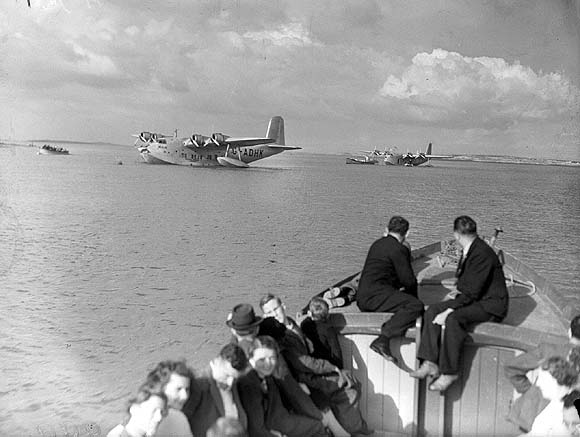
Hydravions de l'hydroaéroport de Foynes, en Irlande, vers 1940.

Les passagers, pour la plupart militaires, alors fatigués et frigorifiés, voulaient boire des boissons chaudes pour se réchauffer. Joseph Sheridan leur proposa alors ce « café irlandais », sous la forme d'une pinte de Guinness, variante de café viennois, grog, ou cocktail B-52. Une plaque visible à l'actuel aéroport de Shannon commémore cette création.
L'Irish coffee a ensuite été recréé en 1952, après plusieurs jours de recherche, par Jack Koeppler, patron du Buena Vista Cafe (en) de San Francisco en Californie, aux États-Unis, à la suite du défi du journaliste-écrivain voyageur Stanton Delaplane (en) de recréer cette boisson de ses souvenirs, qu'il avait bu un jour à l'aéroport de Shannon.
Alors que la version originale était préparée avec de la crème liquide, ajoutée pour refroidir la boisson trop brûlante pour être bue rapidement, les recettes récentes utilisent généralement de la crème chantilly. Le Baileys Irish Cream, créé à Dublin en 1974, serait directement inspiré du Irish coffee traditionnel.

## Composition
Recette officielle de l'IBA :
- 50 ml de whisky irlandais
- 120 ml de café chaud

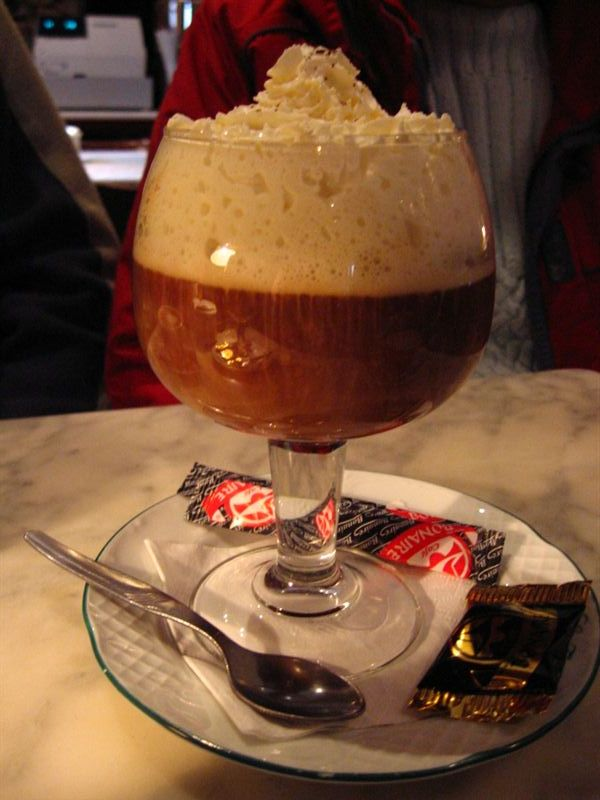

- 50 ml de crème fraîche (réfrigérée)
- 1 cuillère à café de sucre

## Préparation
Il existe de nombreuses façons de préparer l'Irish coffee, variant selon l'établissement ou le serveur. Soit le café chaud est fortement sucré et est versé sur du whisky, soit, à l'inverse, on fait fondre du sucre dans du whisky qu'on chauffe doucement. On verse alors le café sur le whisky. Ce cocktail peut se préparer directement dans un verre préalablement chauffé à l'eau chaude pour éviter qu'il n'éclate au contact du mélange. Le café mélangé à l'alcool peut aussi être réchauffé avec la buse vapeur d'une machine à expresso.

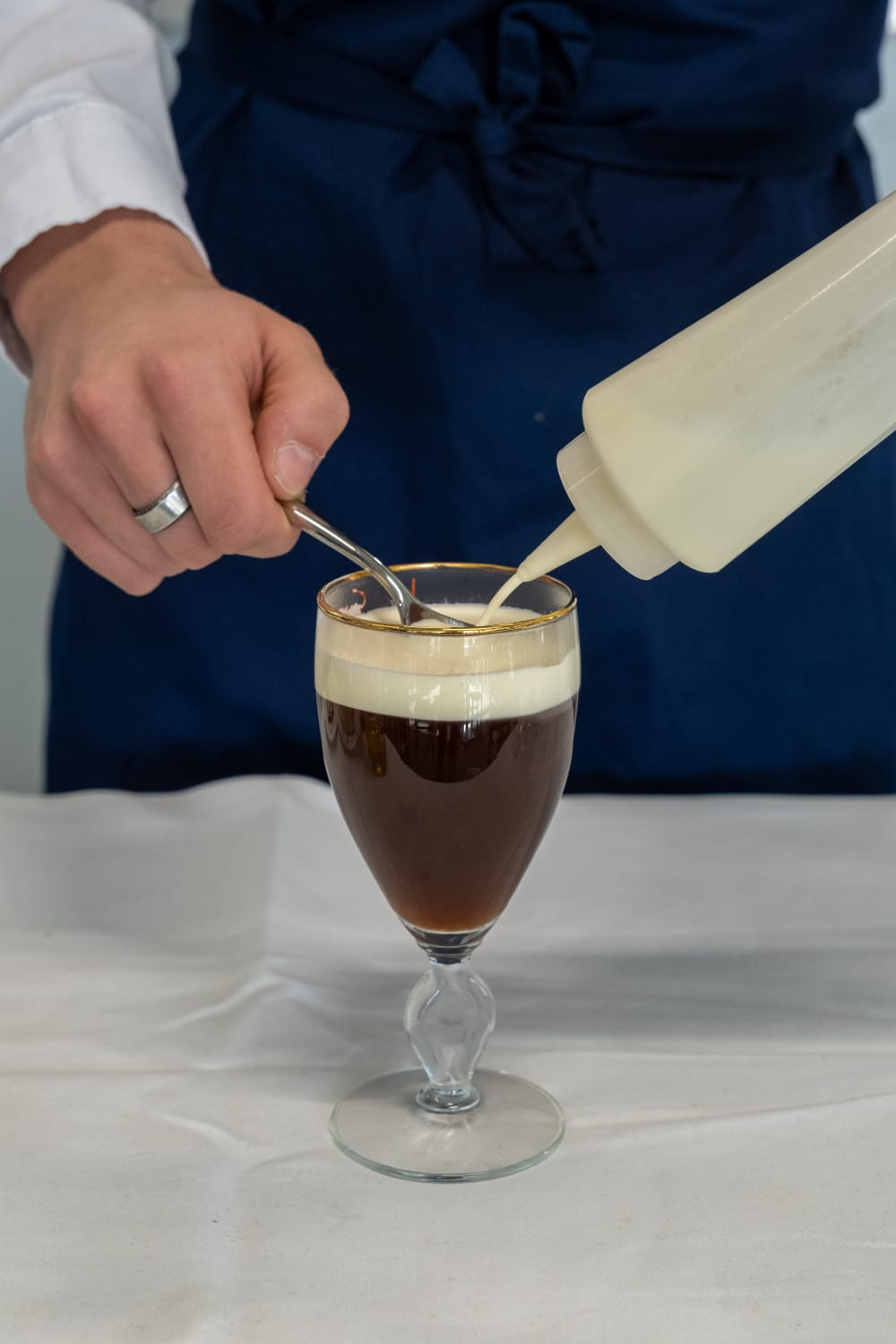
Verser la crème sur une cuillère. Dublin, 2022.

La difficulté est d'arriver à ce que la crème flotte sur le liquide chaud. Pour cela, soit la crème liquide est versé sur une cuillère affleurant tout juste du liquide chaud, soit la crème est légèrement battue pour lui donner plus de légèreté ; elle est parfois remplacée par un nappage à la crème chantilly.

## Variantes de l'Irish coffee

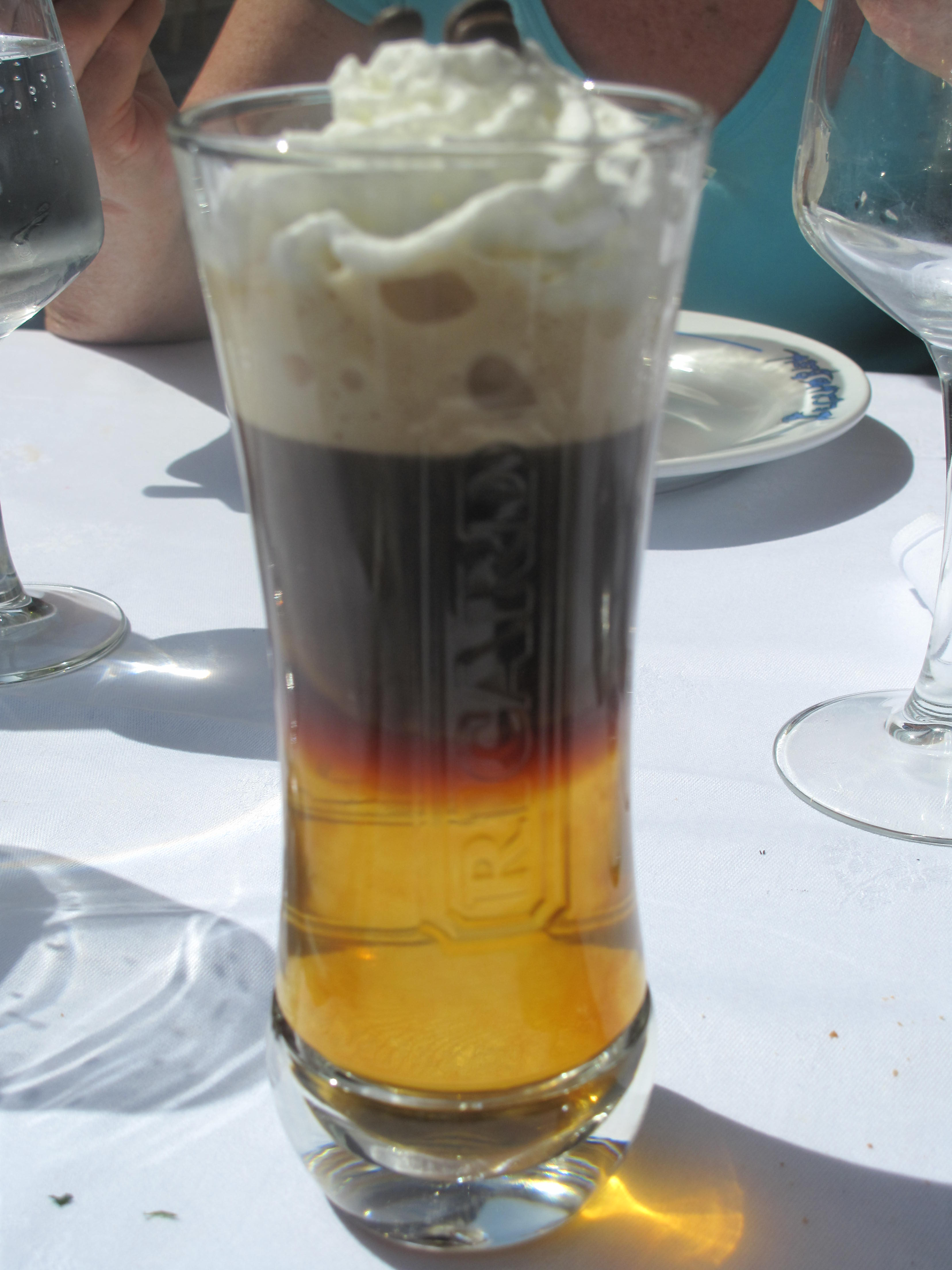

- Café russe (Russe blanc) : avec liqueur de café et vodka ;
- Café portugais : avec brandy ou du cognac (café charentais);
- Calypso ou Caribbean ou Jamaican coffee : avec rhum ou parfois Tía María ;
- Café mexicain : avec du Kahlúa ;
- Café Baileys : avec du Baileys Irish Cream ;
- Café espagnol : avec du xérès ;
- Café suisse : avec du kirsch ;
- Café alsacien : avec du kirsch et de l'armagnac ou du marc de Gewurztraminer ;
- Café normand : avec du calvados ;
- Café italien : avec de l'Amaretto ;
- Café lorrain : avec de la mirabelle ;
- Café breton : avec du lambig ;
- Café gascon : avec de l'armagnac ;
- Tennessee coffee : avec du Jack Daniel's Old No7;
- Café belge : avec du peket (genièvre)

## Autres variantes
- Affogato (sans whisky, avec glace à la vanille)
- Café glacé (sans whisky ni crème)
- Café liégeois (sans whisky, avec crème glacée)
- Café viennois (sans whisky, avec crème fouettée)